# 장성 유평리 부귀동고분
장성 유평리 부귀동고분(長城 柳平里 夫貴洞古墳)은 전라남도 장성군 삼서면 유평리에 있는 고분이다. 2001년 9월 27일 전라남도의 문화재자료 제229호로 지정되었다.

## 개요
태청산(해발 593.3m)에서 남동쪽으로 뻗어내린 산줄기가 해발 250m의 산봉우리를 형성하고 나서 급격하게 낮아져 해발 80∼50m에서는 북서―남동방향으로 길게 이어지는 구릉을 형성하고 있다. 부귀동은 고막천 상류역에 형성된 구릉지역에 자리하고 있는데 구릉의 남서쪽에 기대어 마을이 들어섰다. 북서에서 남동쪽으로 내려오던 구릉은 다시 약간씩 높아져 마을 뒤에서 정상부를 형성하고 있는데 고분은 구릉의 정상부에 위치하고 있다.
고분은 주변이 밭으로 경작되며서 분구 남동쪽 끝자락이 높이 3∼4m 정도까지 깎여나갔고 분정에는 도굴되면서 파진 불규칙한 구덩이가 넓게 형성되어 있다. 구덩이의 서쪽에는 석실의 천정석으로 생각되는 판석이 노출되어 있고 파괴된 분구 동쪽에 석재가 노출되어 있어 입구가 동쪽으로 열렸던 것으로 추정된다.
분구의 평면형태는 원형이며 현 규모는 직경 28m, 높이 4.5m에 달하지만 분구가 파괴된 부분에서 확인된 구지표를 감안하면 원래 분구의 규모는 직경 24m 내외, 높이 3.6m 내외로 추정된다. 분정에는 직경 10m 정도의 평탄부가 형성되어 있는데 도굴되면서 완전히 파괴되었다.

## 참고 문헌
- 장성유평리부귀동고분 - 국가유산청 국가유산포털